# درلوپا (سوپوت)
درلوپا (به صربی: Drlupa) یک منطقهٔ مسکونی در صربستان است که در Sopot واقع شده‌است. درلوپا ۵۴۷ نفر جمعیت دارد.